# Martin-Luther-Kirche (Trossingen)

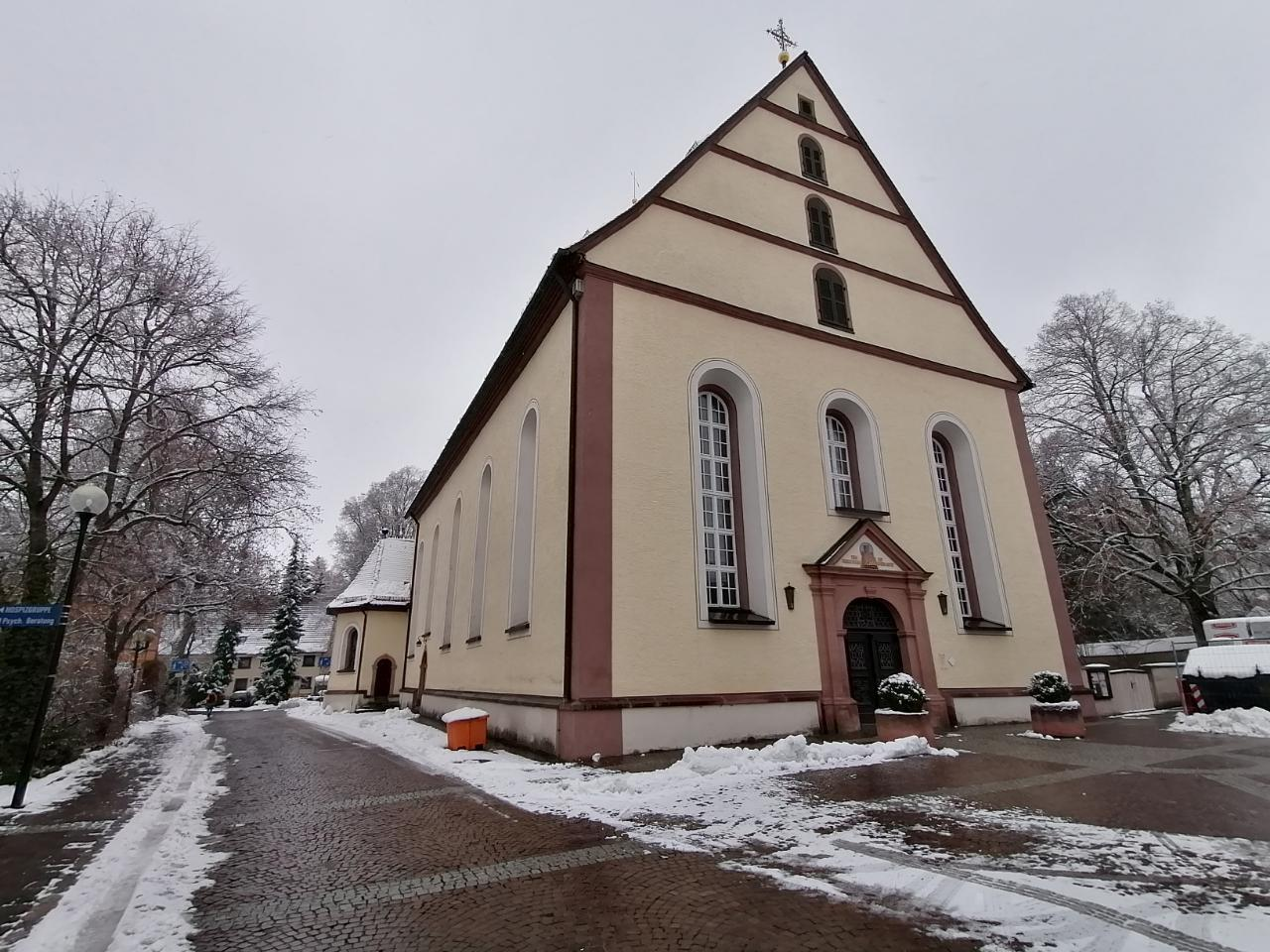
Martin-Luther-Kirche Trossingen

Die Martin-Luther-Kirche ist eine evangelische Kirche in Trossingen und gehört zur Evangelischen Kirchengemeinde Trossingen im Kirchenbezirk Rottweil der Evangelischen Landeskirche in Württemberg.

## Geschichte
Trossingen gehörte zur Herrschaft der Herren von Lupfen. Er wurde 1444 an Graf Ludwig von Württemberg verkauft und ist seither württembergisch. Kirchlich gehörte Trossingen zum Bistum Konstanz. An der Pfarrkirche in Trossingen wurde bereits 1275 ein Pleban erwähnt. 

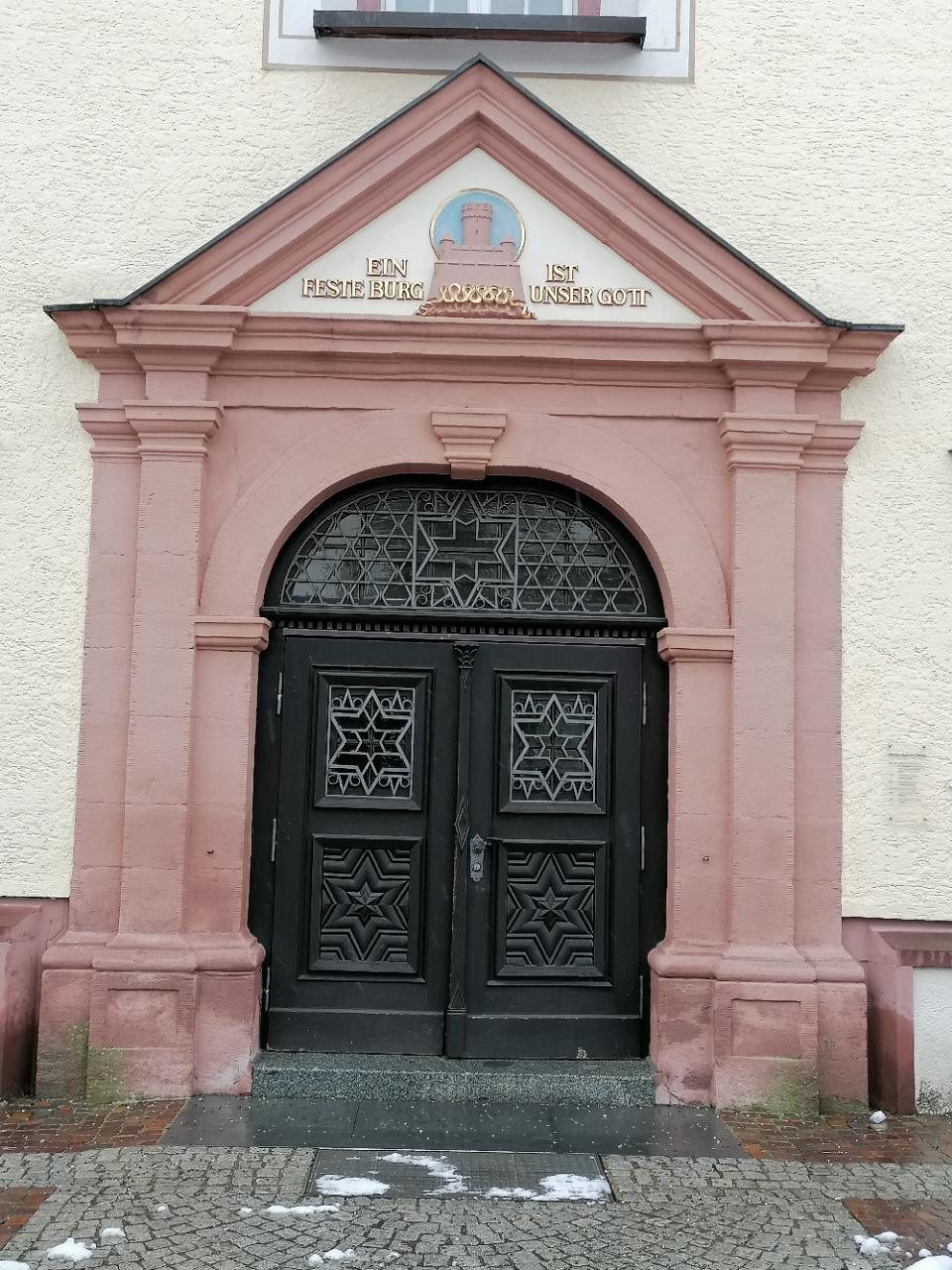
Portal

Nach der Einführung der Reformation in Württemberg im Jahre 1534 entsandte Herzog Ulrich 1535 trotz des Widerspruchs des Abts von Reichenau den Pfarrer Johannes Spreter nach Trossingen mit dem ausdrücklichen Auftrag, dort die Reformation einzuführen. Spreter war beeinflusst von dem ehemaligen Alpirsbacher Mönch Ambrosius Blarer, einem überzeugten Kämpfer für die Sache Martin Luthers. Vor seiner Trossinger Entsendung hatten Spreter und Blarer unter anderem vergeblich versucht, in Konstanz und Rottweil die Reformation durchzusetzen. Nach der Überwindung anfänglichen Widerstands in Trossingen blieb der Reformator Johannes Spreter bis 1550. Somit war Trossingen eine der ersten württembergischen Ortschaften, welche die Reformation annahm. Sein Nachfolger Matthäus Renner verschaffte in seiner Amtszeit bis 1572 der Reformation in Trossingen ein solides Fundament.
Wann die erste Kirche in Trossingen erbaut wurde, ist nicht überliefert. Bis ins 19. Jahrhundert bestand Trossingen aus dem unteren Dorf Niederhofen und dem oberen Dorf Sontheim. Die heutige Kirche in Trossingen geht zurück auf die ursprünglich Beatae Mariae Virginis, also der Heiligen Jungfrau Maria geweihte Kirche in Niederhofen. Diese wurde zu klein und deshalb 1742 bis auf das Fundament abgebrochen, der Turm wurde stehen gelassen. Am 9. Mai 1743 wurde der Grundstein für die neue, größere Kirche gelegt, die nach dreijähriger Bauzeit eingeweiht wurde. Auch sie wurde eine „Marienkirche“. Erbauer der Kirche war der herzoglich-württembergische Landesbaumeister Johann Adam Groß der Ältere aus Winnenden, dessen Arbeit Baupläne des Trossinger Zimmermeisters Hans Martin Kratt zugrunde lagen. Zehn Jahre nach Erbauung der Kirche, 1756, wurde dem kleinen Turm der achteckige Teil samt dem Zwiebelhelm aufgesetzt.
Als am 10. November 1933 ein Luther-Tag aus Anlass des 450. Geburtstag des Reformators stattfand, benannte der bürgerliche Gemeinderat den Kirchplatz in „Martin-Luther-Platz“ um. Am selben Morgen beschloss der Kirchengemeinderat, auch die Kirche in „Martin-Luther-Kirche“ umzubenennen.
Größere Renovierungen fanden 1844, 1890, 1927, 1973/1974 und 2007/2008 statt.

## Ausstattung

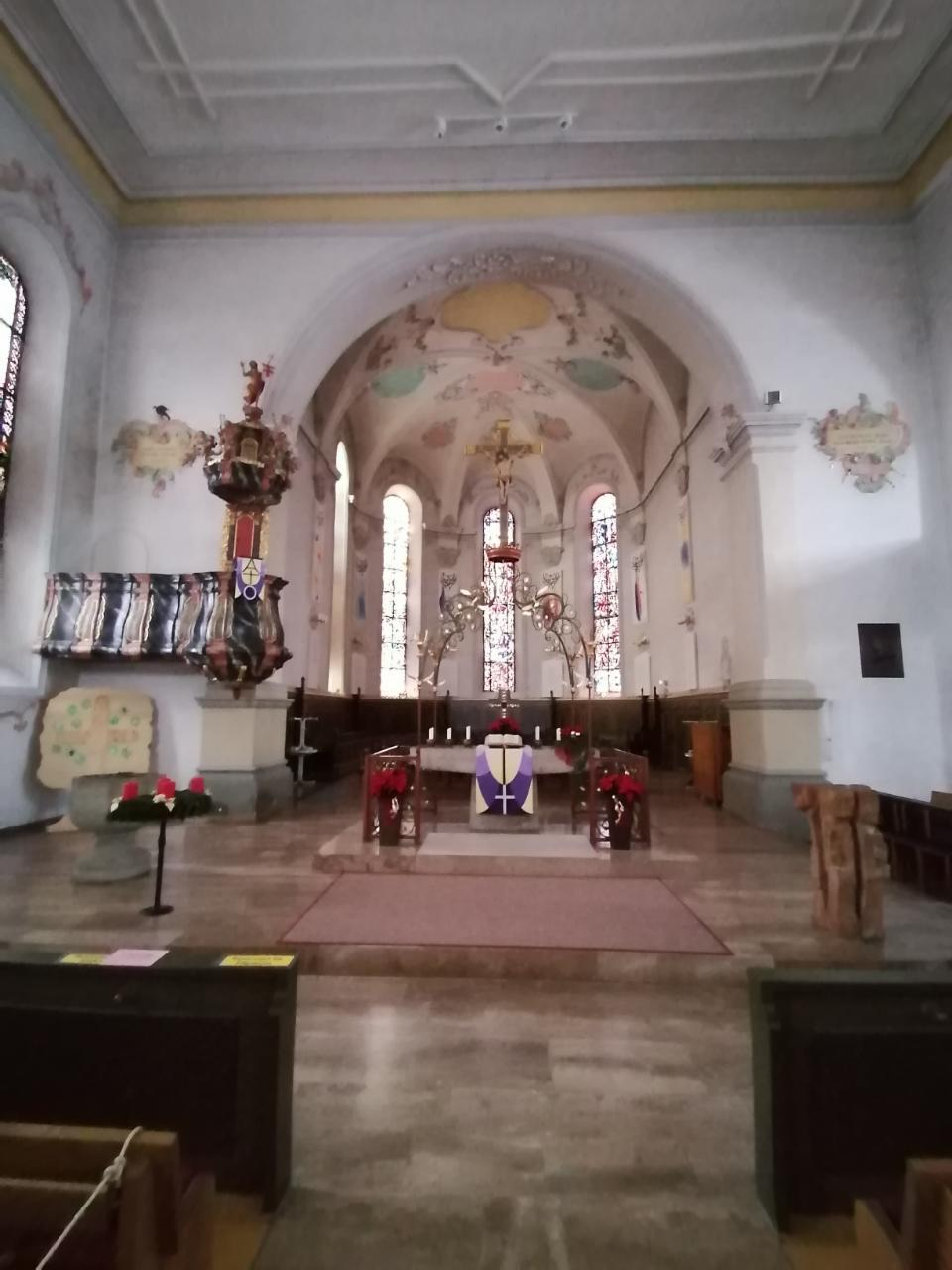
Blick zum Chor

Der Taufstein ist das älteste Teilstück der Kirche. Er wurde 1634, als während des Dreißigjährigen Krieges das damalige Kirchengebäude abbrannte, gerettet und stammt somit aus der Vor-Vorgängerin der jetzigen Kirche. Eine genaue Datierung fehlt.
Der Ambo und der große Kerzenständer der Osterkerze sind Werke des Trossinger Künstlers Wendelin Matt.
Zahlreiche farbige Fenster stammen aus dem 20. Jahrhundert, sie wurden geschaffen von Rudolf Yelin dem Älteren und Rudolf Yelin dem Jüngeren, gestiftet von der Fabrikantenfamilie Hohner.

## Orgel
Die heutige Orgel hat 46 Register auf 3 Manualen und Pedal. Sie entstand 1974 als Neubau durch Orgelbau Steinmeyer nach einem Konzept von Herbert Liedecke auf mechanischen Schleifladen unter Verwendung eines Großteils der Vorgängerorgel. Der Prospekt stammt von Walter Supper. Die Disposition entspricht trotz der Bauzeit wieder stärker einer universalen Ausrichtung. 2002 fand eine technische Überholung statt, bei der eine neue Traktur und ein Spieltisch mit Setzeranlage eingebaut sowie einiger Register zur Gewinnung eines grundtönigeren und stärker romantisch ausgerichteten Klangbilds ausgetauscht und ergänzt wurden.
| I Hauptwerk C–g3 |       |
| Bordun           | 16′   |
| Prinzipal        | 08′   |
| Gedackt          | 08′   |
| Gambe            | 08′   |
| Oktave           | 04′   |
| Blockflöte       | 04′   |
| Quinte           | 2 ⁄3′ |
| Oktave           | 02′   |
| Mixtur IV        | 1 ⁄3′ |
| Kornett III–V    | 08′   |
| Trompete         | 08′   |

| II Positiv C–g3 |        |
| Bourdon         | 8′     |
| Praestant       | 4′     |
| Rohrflöte       | 4′     |
| Schwiegel       | 2′     |
| Larigot         | 1 3⁄5′ |
| Sesquialter II  | 2 ⁄3′  |
| Scharf IV       | 1′     |
| Krummhorn       | 8′     |
| Tremulant       |        |

| III Schwellwerk C–g3 |        |
| Gedackt              | 16′    |
| Prinzipal            | 08′    |
| Holzflöte            | 08′    |
| Rohrgedackt          | 08′    |
| Salizional           | 08′    |
| Voix céleste         | 08′    |
| Oktave               | 04′    |
| Traversflöte         | 04′    |
| Nasat                | 2 ⁄3′  |
| Schweizerpfeife      | 02′    |
| Terz                 | 1 3⁄5′ |
| Sifflöte             | 01′    |
| Mixtur IV            | 02′    |
| Fagott               | 16′    |
| Oboe                 | 08′    |
| Trompette harm.      | 08′    |
| Tremulant            |        |

| Pedal C–f1    |       |
| Prinzipalbass | 16′   |
| Subbass       | 16′   |
| Oktavbass     | 08′   |
| Violoncello   | 08′   |
| Gemsbass      | 08′   |
| Choralbass    | 04′   |
| Rauschbass IV | 2 ⁄3′ |
| Posaune       | 16′   |
| Trompete      | 08′   |
| Klarine       | 04′   |
| Tremulant     |       |

- Koppeln: II/I, III/I, Subkoppel III/I, III/II, I/P, II/P, III/P, Superkoppel III/P;
- Spielhilfen: Setzeranlage, Crescendowalze